# Atlakamani
Atlakamani o Atlacamani es en la mitología mexica, la diosa de las tormentas del mar.